# Robert Stigwood
Robert Stigwood (Adelaida, Australia, 16 de abril de 1934-Londres, 4 de enero de 2016) fue un empresario australiano y productor discográfico que trabajó en el ambiente del espectáculo. En las décadas de 1960 y 1970, fue una de los más exitosas figuras en el mundo del entretenimiento, a través de su participación como mánager de Cream y The Bee Gees, producciones teatrales como Hair y Jesucristo Superestrella y producciones fílmicas como Saturday Night Fever.
Stigwood se mantenía activo, principalmente en la industria de los musicales teatrales. Vivió en el Barton Manor Estate en la isla de Wight, al sur de Inglaterra.

## Principales producciones
- Musicales
  - Evita (ganadora en 1980 de un Premio Tony por Mejor Musical en Estados Unidos)
  - Hair
  - Oh! Calcutta!
  - The Dirtiest Show in Town
  - Pippin
  - Jesus Christ Superstar
  - Sweeney Todd
  - Sing a Rude Song
  - John Paul George Ringo and Bert

- Películas
  - Grease
  - Jesus Christ Superstar (Película) (como coproductor)
  - Tommy
  - Bugsy Malone (como productor ejecutivo)
  - Saturday Night Fever
  - Sgt. Pepper's Lonely Hearts Club Band
  - Staying Alive
  - Gallipoli
  - Fame (como productor de banda sonora)
  - Grease 2
  - El Imperio contraataca (como productor de banda sonora)

- Otros
  - Music for UNICEF Concert (como organizador y productor ejecutivo)